# 東萊克莉蓮鎮區 (明尼蘇達州坎迪約希縣)
東萊克莉蓮鎮區（英語：East Lake Lillian Township）是位於美國明尼蘇達州坎迪約希縣的一個行政鎮區。

## 地方資料
東萊克莉蓮鎮區的面積為92.92平方千米，當中陸地面積為86.98平方千米，而水域面積為5.94平方千米。根據2020年美國人口普查的數據，當地共有人口170人，而人口密度為每平方千米1.83人。